# HD245320
HD245320 є хімічно пекулярною зорею спектрального класу
B9 й має видиму зоряну величину в смузі V приблизно 10,6.

## Пекулярний хімічний вміст
Зоряна атмосфера HD245320 має підвищений вміст 
Si
.